# Annekatrin Thiele
Pour les articles homonymes, voir Thiele.
Annekatrin Thiele est une rameuse allemande née le 18 octobre 1984 à Sangerhausen.

## Biographie
Aux Jeux olympiques d'été de 2012 à Londres, elle obtient avec Julia Richter, Carina Bär et Britta Oppelt la médaille d'argent en quatre de couple.

## Palmarès

### Jeux olympiques
- 2016 à Rio de Janeiro (Brésil)
  -  Médaille d'or en quatre de couple.
- 2012 à Londres,  Royaume-Uni
  -  Médaille d'argent en quatre de couple
- 2008 à Pékin,  Chine
  -  Médaille d'argent en deux de couple

### Championnats du monde
- 2015 à Aiguebelette,  France
  -  Médaille d'argent en quatre de couple
- 2014 à Amsterdam,  Pays-Bas
  -  Médaille d'or en quatre de couple
- 2013 à Chungju,  Corée du Sud
  -  Médaille d'or en quatre de couple
- 2009 à Poznań,  Pologne
  -  Médaille de bronze en quatre de couple

### Championnats d'Europe
- 2015 à Poznań,  Pologne
  -  Médaille d'or en quatre de couple
- 2013 à Séville,  Espagne
  -  Médaille d'or en quatre de couple
- 2010 à Montemor-o-Velho,  Portugal
  -  Médaille d'or en deux de couple